# クリスティアン・ダニエル・レデスマ
クリスティアン・ダニエル・レデスマ（Cristian Daniel Ledesma, 1982年9月24日 - ）は、アルゼンチン・モロン出身の元イタリア代表サッカー選手。ポジションはMF。
2008年にイタリア人女性と結婚し、同国籍を取得している。

## 経歴
ボカ・ジュニアーズの下部組織出身。2001年9月、当時のスポーツディレクターであるパンタレオ・コルヴィーノにスカウトされイタリア・USレッチェへ移籍。以降5シーズンに渡り同クラブで合計126試合に出場、キャプテンも務めた。特にセリエA5位と躍進した2004-05シーズンは、ズデネク・ゼーマン監督の下、4-3-3の中盤でアンカーを務め、左右のウィングへパスを供給そして広い視野で攻撃を組み立てた。
2006年夏、SSラツィオへ移籍。すぐにキープレイヤーとなり、2006年12月10日のローマ・ダービーでは、ミドルシュートをゴールに叩き込み3-0での勝利に貢献した。2008-09シーズンは副キャプテンを務める。2014-15シーズン限りでクラブとの契約が満了し退団、在籍9シーズンで300試合以上に出場した。
2015年9月3日、ブラジルのサントスFCと2年契約を締結した。しかしリーグ戦4試合の出場に留まり、翌年1月に退団。半年のフリー期間を経て、7月14日にギリシャのパナシナイコスFCに2年契約で加入した。
2017年1月17日、セリエBのテルナーナ・カルチョとシーズン終了まで契約しイタリアへ復帰。同年8月22日、延長オプション付きの1年契約でスイスのACルガーノへ移籍した。
2018年9月5日にセリエCのASプロ・ピアチェンツァ1919へ加入し、再びイタリアに復帰した。翌年1月31日、クラブによる給与未払いを理由に契約を解除した。

## 代表歴
アルゼンチン出身であるが前述のようにイタリア国籍を取得したことで、イタリア代表入りを期待する声が次第に高まっていった。チェーザレ・プランデッリによりイタリア代表へ招集されるとこれを受諾し、2010年11月17日のルーマニアとの親善試合で代表デビューを果たした。

## タイトル
ラツィオ
- コッパ・イタリア : 2008-09, 2012-13
- スーペルコッパ・イタリアーナ : 2009

## 関連人物
- パンタレオ・コルヴィーノ